# Cryptopimpla quadrilineata
Cryptopimpla quadrilineata là một loài tò vò trong họ Ichneumonidae.